# Ampthill
Koordinaten: 52° 2′ N, 0° 29′ W
Ampthill ist eine kleine Stadt in Bedfordshire, England und liegt zwischen Bedford und Luton. Die Stadt hat ca. 6000 Einwohner. Sie wird vom „Central Bedfordshire Council“ verwaltet. Seit mehreren Jahrhunderten gibt es in Ampthill jeden Donnerstag einen Wochenmarkt.

## Geschichte
Der Name „Ampthill“ kommt aus dem Angelsächsischen. Die erste Siedlung in dieser Gegend hieß „Aemethyll“, was wörtlich übersetzt „Ameisenhaufen“ heißt. Im Domesday Book heißt es, dass der Statthalter von 1086 Nigel de la Vast war. 1242 erhielt die Stadt von König Heinrich III. das Recht, immer Donnerstags einen Markt zu haben. Diese Tradition setzt sich bis in das 21. Jahrhundert fort. Zu Beginn des 15. Jahrhunderts erwarb John Cornewall, 1. Baron Fanhope umfangreiche Ländereien in der Umgebung und ließ Ampthill Castle errichten. Im 16. Jahrhundert besuchte König Heinrich VIII. regelmäßig das Schloss, als dort von 1531 bis 1533 seine erste Frau Katharina von Aragón lebte. Später wurde das Schloss abgetragen, so dass außer einigen Fischteichen keine Reste mehr erhalten sind.

## St.-Andreas-Kirche von England
Die Kirche von St. Andreas geht auf die Zeit zwischen der Zeitigen Englische Architektur bis zur Perpendicular Style Architektur zurück. Die Kirche hat insgesamt acht Glocken. Bis 1981 waren es nur sechs, die anderen beiden wurden nachträglich eingefügt. Außerdem findet man in ihr ein Monument von Richard Nicolls (1624–1672), der in Ampthill geboren ist. Er war einer der Kommandeure der Expedition, die Nieuw Amsterdam eroberte. Später wurde die Stadt in New York umbenannt und Richard Nicolls wurde der erste britische Gouverneur der Stadt.

## Das Houghton House
Das Houghton House wurde 1621 von Mary Sidney und Sir Philip Sidney gebaut. Dieses Gebäude bildete 1675 die Inspiration für das „House Beautiful“ in John Bunyans The Pilgrim’s Progress. Bunyans Arbeit basiert auf seinen Reisen zwischen Bedford und Luton. Der Steilhang von Ampthill war das Modell für den „Hill of Difficulty“ (Deutsch: Berg der Schwierigkeiten). Das Houghton House verfiel zur Ruine, nachdem das Dach 1794 entfernt wurde.

## Stil

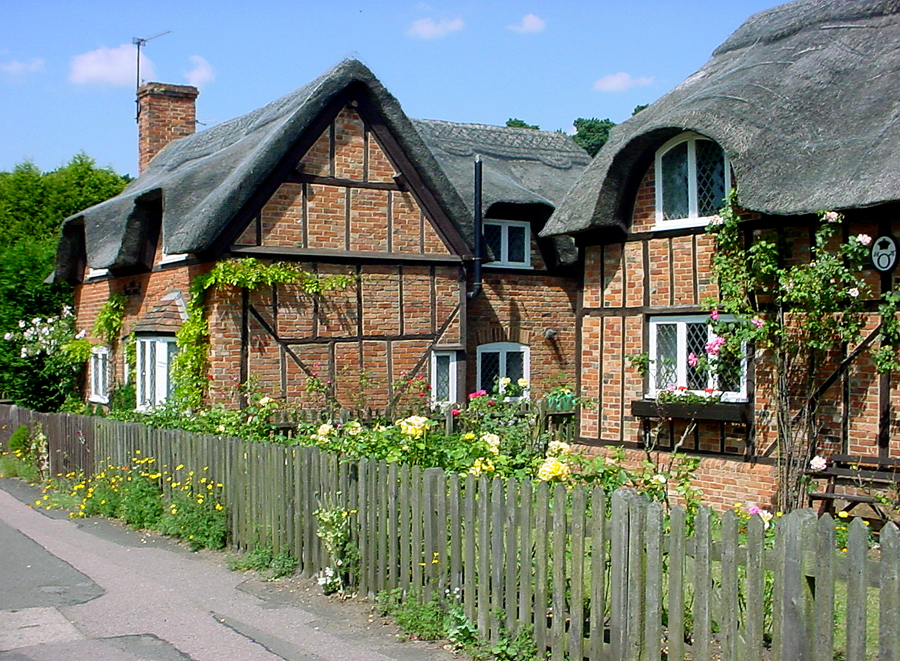
Strohhütten in der Woburn Street aus dem frühen 19. Jahrhundert.

John Fitzpatrick wurde in den 1780er Jahren zum „Lord Ossory of Ampthill Park“. Er startete eine Kampagne um das Stadtzentrum zu verbessern. Er ließ den noch immer existierenden Marktplatz, eine Wasserpumpe, als auch eine Turmuhr errichten. Fitzpatrick war auch für ein Gedenkkreuz für Katharina von Aragón verantwortlich. Es trägt eine Inschrift von Horace Walpole.
Nach dem Tod von Lord Ossory 1818 wurde Ampthill der Sitz des „Baron Holland“. In dessen Zeit wurde das Holland House in Kensington ein bekannter Sammelplatz für Intellektuelle.
Sir Albert Richardson, ein britischer Architekt des 20. Jahrhunderts, lebte von 1919 bis 1964 in Ampthill. Er prägt in dieser Zeit die Architektur der Stadt.